# Sant Joan de Fòrcs
Sant Joan de Fòrcs (en francès Saint-Jean-de-Fos) és un municipi occità del Llenguadoc, situat al departament de l'Erau, a la regió d'Occitània.

## Llocs d'interès
- Pont del Diable, pont romànic catalogat com a patrimoni de la Humanitat